# Richard Cobbing
Richard Cobbing (ur. 15 października 1967 w Newcastle upon Tyne) – brytyjski narciarz, specjalista narciarstwa dowolnego. Jego największym sukcesem jest srebrny medal w skokach akrobatycznych wywalczony na mistrzostwach świata w Altenmarkt. Zajął także 20. miejsce w tej samej konkurencji na igrzyskach olimpijskich w Lillehammer. Brał także udział w igrzyskach w Albertville, gdzie zajął 11. miejsce, jednak skoki akrobatyczne były tam jedynie dyscypliną pokazową.
Najlepsze wyniki w Pucharze Świata osiągnął w sezonie 1994/1995, kiedy to zajął 42. miejsce w klasyfikacji generalnej.
W 1996 r. zakończył karierę.

## Osiągnięcia

### Igrzyska olimpijskie
| Miejsce | Dzień     | Rok  | Miejscowość | Konkurencja        | Zwycięzca            |
| ------- | --------- | ---- | ----------- | ------------------ | -------------------- |
| 10.     | 24 lutego | 1994 | Lillehammer | Skoki akrobatyczne | Andreas Schönbächler |

### Mistrzostwa świata
| Miejsce | Dzień     | Rok  | Miejscowość | Konkurencja        | Zwycięzca         |
| ------- | --------- | ---- | ----------- | ------------------ | ----------------- |
| 2.      | 14 marca  | 1993 | Altenmarkt  | Skoki akrobatyczne | Philippe LaRoche  |
| 28.     | 19 lutego | 1995 | La Clusaz   | Skoki akrobatyczne | Trace Worthington |

#### Miejsca w klasyfikacji generalnej
- sezon 1991/1992: 81.
- sezon 1992/1993: 51.
- sezon 1993/1994: 47.
- sezon 1994/1995: 42.
- sezon 1995/1996: 119.

#### Miejsca na podium
1. Piancavallo – 21 grudnia 1994 (skoki) – 2. miejsce